# Kael Mouillierat
Kael Mouillierat, född 9 december 1987 i Edmonton, Alberta, är en kanadensisk professionell ishockeyspelare som just nu spelar för ERC Ingolstadt i tyska DEL.
Mouillierat blev aldrig draftad av någon NHL-organisation.

## Statistik
| 2001–2002   | Knights of Columbus Squires Bantam  | AMBHL       | 36  | 18 | 26  | 44  | 26  | —  | — | — | —  | —  |
| 2002–2003   | Knights of Columbus Pats Midget AAA | AMHL        | 34  | 4  | 11  | 15  | 66  | —  | — | — | —  | —  |
| 2003–2004   | Knights of Columbus Pats Midget AAA | AMHL        | 36  | 24 | 27  | 51  | 40  | —  | — | — | —  | —  |
| 2004–2005   | Drayton Valley Thunder              | AJHL        | 62  | 30 | 28  | 58  | 105 | —  | — | — | —  | —  |
| 2005–2006   | Drayton Valley Thunder              | AJHL        | 51  | 31 | 40  | 71  | 190 | —  | — | — | —  | —  |
| 2006–2007   | Minnesota State Mavericks           | NCAA        | 37  | 8  | 7   | 15  | 52  | —  | — | — | —  | —  |
| 2007–2008   | Minnesota State Mavericks           | NCAA        | 39  | 11 | 11  | 22  | 30  | —  | — | — | —  | —  |
| 2008–2009   | Minnesota State Mavericks           | NCAA        | 30  | 17 | 13  | 30  | 48  | —  | — | — | —  | —  |
| 2009–2010   | Minnesota State Mavericks           | NCAA        | 38  | 13 | 12  | 25  | 64  | —  | — | — | —  | —  |
|             | Idaho Steelheads                    | ECHL        | 9   | 2  | 0   | 2   | 8   | —  | — | — | —  | —  |
| 2010–2011   | Idaho Steelheads                    | ECHL        | 62  | 25 | 38  | 63  | 108 | 8  | 0 | 3 | 3  | 12 |
|             | Texas Stars                         | AHL         | 6   | 0  | 2   | 2   | 2   | —  | — | — | —  | —  |
| 2011–2012   | Idaho Steelheads                    | ECHL        | 27  | 14 | 13  | 27  | 42  | —  | — | — | —  | —  |
|             | Bridgeport Sound Tigers             | AHL         | 44  | 8  | 15  | 23  | 47  | 2  | 0 | 0 | 0  | 2  |
| 2012–2013   | Idaho Steelheads                    | ECHL        | 19  | 14 | 13  | 27  | 29  | —  | — | — | —  | —  |
|             | St. John's IceCaps                  | AHL         | 50  | 11 | 31  | 42  | 32  | —  | — | — | —  | —  |
| 2013–2014   | St. John's IceCaps                  | AHL         | 60  | 20 | 33  | 53  | 48  | 21 | 7 | 6 | 13 | 18 |
| 2014–2015   | New York Islanders                  | NHL         | 1   | 0  | 0   | 0   | 0   | —  | — | — | —  | —  |
|             | Bridgeport Sound Tigers             | AHL         | 51  | 19 | 22  | 41  | 87  | —  | — | — | —  | —  |
| NHL totalt  | NHL totalt                          | NHL totalt  | 1   | 0  | 0   | 0   | 0   | —  | — | — | —  | —  |
| AHL totalt  | AHL totalt                          | AHL totalt  | 211 | 58 | 103 | 161 | 216 | 23 | 7 | 6 | 13 | 20 |
| ECHL totalt | ECHL totalt                         | ECHL totalt | 117 | 55 | 64  | 119 | 187 | 8  | 0 | 3 | 3  | 12 |
| NCAA totalt | NCAA totalt                         | NCAA totalt | 144 | 49 | 43  | 92  | 194 | —  | — | — | —  | —  |